# Афгано-узбецький кордон

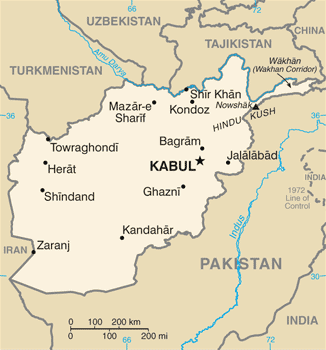
Карта Афганістану з Узбекистаном на північ

Афгансько-узбецький кордон — найкоротший із зовнішніх кордонів Узбекистану довжиною 144 км, що проходить від прикордонного стику з Туркменістаном до прикордонного стику з Таджикистаном вздовж річки Амудар'я.

## Опис
Весь кордон проходить по тальвегу річки Амудар'я, від туркменського прикордонного стику на заході до таджицького стику на сході. Кордон проходить з узбецького боку по автомобільній дорозі й залізниці, а на схід від узбецького міста Термез розташовується головний пункт пропуску.
Узбекистан побудував вздовж кордону бар'єр, що складається з двох парканів: один з колючого дроту, а другий, вищий, з колючого дроту під електричною напругою (380 вольт), наземних мін та патруля збройних узбецьких солдатів.

## Історія
Кордон успадковано від кордону між колишнім Радянським Союзом і Афганістаном, який переважно набув своєї нинішньої форми під час англо-російського суперництва в Центральній Азії XIX-го століття, відомого як Велика гра. Після того, як Російська імперія завоювала Хівинське ханство і Бухарський емірат, а Британська імперія контролювала Британську Індію, дві держави погодилися залишити Афганістан як незалежну буферну державу між ними.
1873 року Велика Британія і Росія домовилися про формулювання кордону: Амудар'ю було оголошено кордоном, що проходить на схід від села Хваджа Салар до озера Зорку, а Ваханський коридор залишився в Афганістані. Західну ділянку кордону (тобто більшу частину сучасного афгано-туркменського кордону) прикордонна комісія мала визанчити пізніше.
Напруженість посилилася, оскільки росіяни на початку 1880-х років розширили кордон до нинішнього Туркменістану, що призвело до кризи з інцидентом у Пенджде (недалеко від Сандикачі в нинішньому Туркменістані), території, на яку претендував Афганістан. Дискусії заспокоїли ситуацію і спільна англо-російська прикордонна комісія розмежувала кордон, як сьогодні, в період 1885-88. Оскільки село Хваджа Салар більше не могло бути ідентифіковане, було вирішено, що кордон має відповідати Амудар'ї в околицях Хаміаба, Афганістан.
1921 року підписано радянсько-афганський договір, згідно з яким Росія погодилася «передати прикордонні райони Афганістану, що належали останньому в минулому столітті, дотримуючись принципів справедливості і самовизначення населення, що населяє його». Однак цей договір так і не був реалізований і був анульований Угодою про кордон 1946 року, яка зберегла кордон, як і було, з річковими островами, які згодом розподілила спільна комісія.

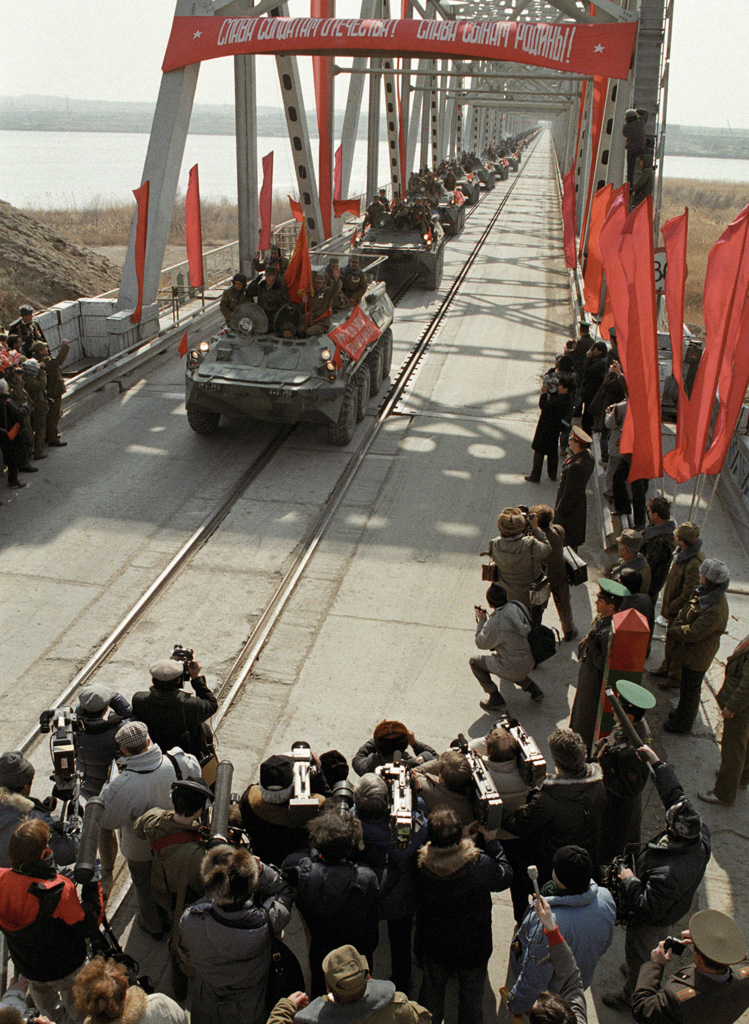
Виведення радянських військ через Амудар'ю, 1989

1979 року радянські війська 40-ї армії перетнули кордон в Термезі через серію понтонів у рамках радянської війни в Афганістані по дорозі в Мазарі-Шариф і Кабул. Пізніше вони збудували Міст дружби, який офіційно відкрито 1982 року, однак його стратегічне значення призвело до того, що він став ціллю повстанців моджахедів. Радянська армія покинула Афганістан по мосту 1989 року.
Міст був закритий від 1997 до 2001 року через побоювань узбеків з приводу заколоту талібів, після чого він знову відкрився, щоб надати допомогу після їх падіння 2001 року. На 2018 рік він залишається єдиним фіксованим переходом між Узбекистаном і Афганістаном.

## Прикордонні переходи
- Хайратон (AFG) — Термез (UZB) (залізничний і автомобільний транспорт, див. Міст дружби (Афганістан—Узбекистан))[8][9].

## Поселення біля кордону

### Афганістан
- Далі
- Кальдар
- Хайратон

### Узбекистан
- Термез

## Примітка
1. ↑  CIA World Factbook - Afghanistan, 8 вересня 2018, архів оригіналу за 20 вересня 2017, процитовано 15 червня 2020 [Архівовано 2017-09-20 у Wayback Machine.]
2. 1 2 3 4  International Boundary Study No. 26 - Afghanistan-USSR Boundary (PDF), 15 вересня 1983, архів оригіналу (PDF) за 9 вересня 2018, процитовано 8 вересня 2018
3. ↑  McElroy, Damien (11 листопада 2001). Tashkent urged to allow UN aid across bridge. The Daily Telegraph. Архів оригіналу за 7 вересня 2012. Процитовано 7 червня 2007.
4. ↑  Bivens, Matt (16 листопада 2001). The Afghan Humanitarian Crisis. The Nation. Архів оригіналу за 28 серпня 2018. Процитовано 7 червня 2007. [Архівовано 2018-08-28 у Wayback Machine.]
5. ↑  BBC Timeline: Soviet War in Afghanistan, архів оригіналу за 24 серпня 2017, процитовано 8 вересня 2018
6. ↑  Hairatan and the Friendship Bridge, архів оригіналу за 8 грудня 2020, процитовано 8 вересня 2018
7. ↑  CNN - Aid flows as key Afghan border bridge re-opens, 9 грудня 2001, архів оригіналу за 8 листопада 2019, процитовано 8 вересня 2018 [Архівовано 2019-11-08 у Wayback Machine.]
8. ↑  Caravanistan - Uzbekistan-Afghanistan border crossings, архів оригіналу за 4 червня 2020, процитовано 8 вересня 2018
9. ↑  Naima Suleyman, Urakbai Ketbenbaev (2 жовтня 2001). Uzbek Forces on War Footing. Інститут висвітлення війни та миру[en]. Архів оригіналу за 26 вересня 2007. Процитовано 7 червня 2007.